# Ron Browz
Rondell Turner (mais conhecido por Ron Browz), é um rapper e produtor norte-americano.

## História
Turner trabalhou pela primeira vez em estúdio com o rapper Big L e produziu mais tarde Nas song "Éter", que "atacou" o rapper Jay-Z. No final de 2008 Ron Browz começou a trabalhar em um álbum solo, ETHERBOY. O primeiro single é "Pop Champagne", uma colaboração com o rapper do Harlem Jim Jones . "Champagne Pop" foi incluída no álbum de Jones 2008 Pray IV Reign. O segundo single é "Jumping (Out the Window)" o vídeo da música foi lançada em 27 de janeiro de 2009 . Ele também foi destaque no primeiro Busta Rhymes 'Arab Money' em seu álbum Back on My BS e Capone-N-Noreaga's comeback single "Rotate" fora de seu álbum Canal 10.